# Chile piquín

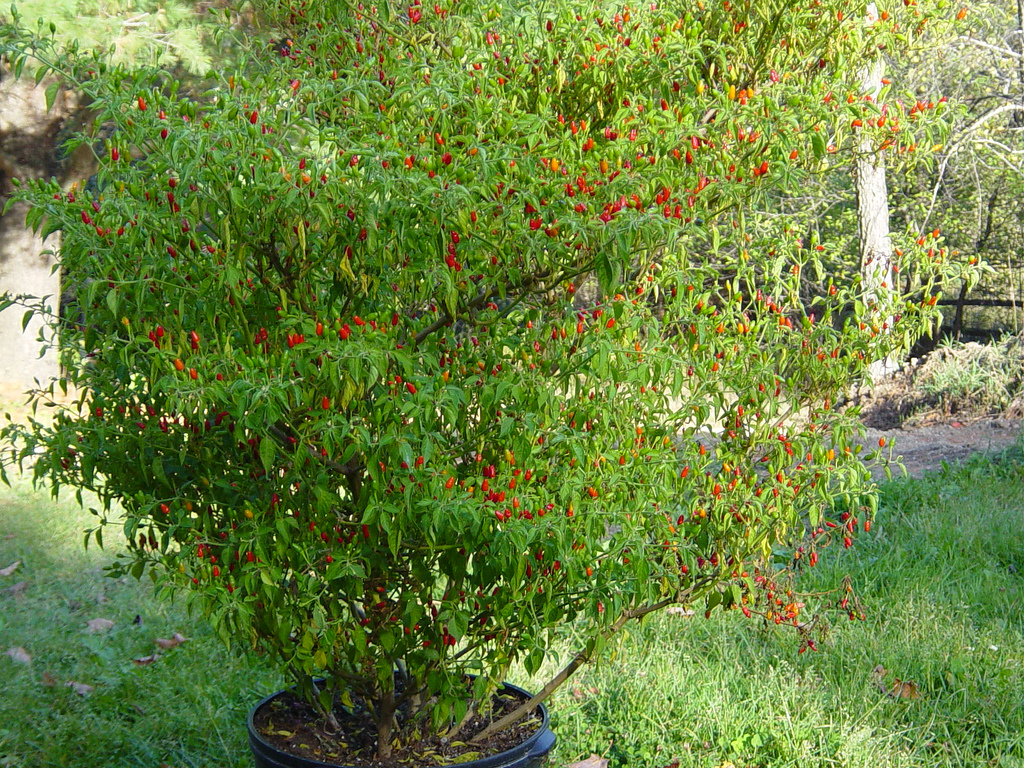
Arbusto de chile piquín con frutos.

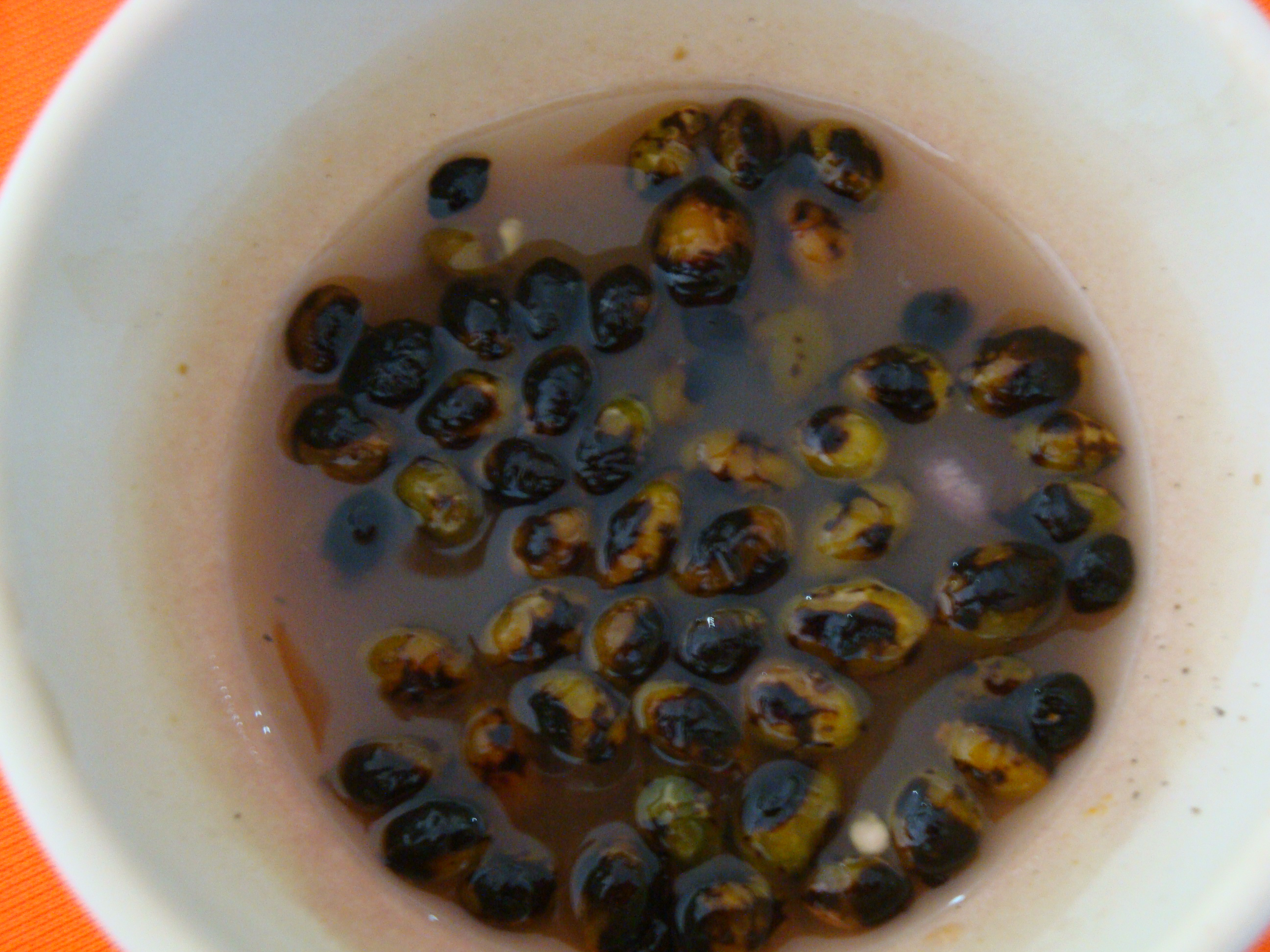
Salsa de chile piquín asado, muy común en el estado de Tabasco para acompañar las comidas.

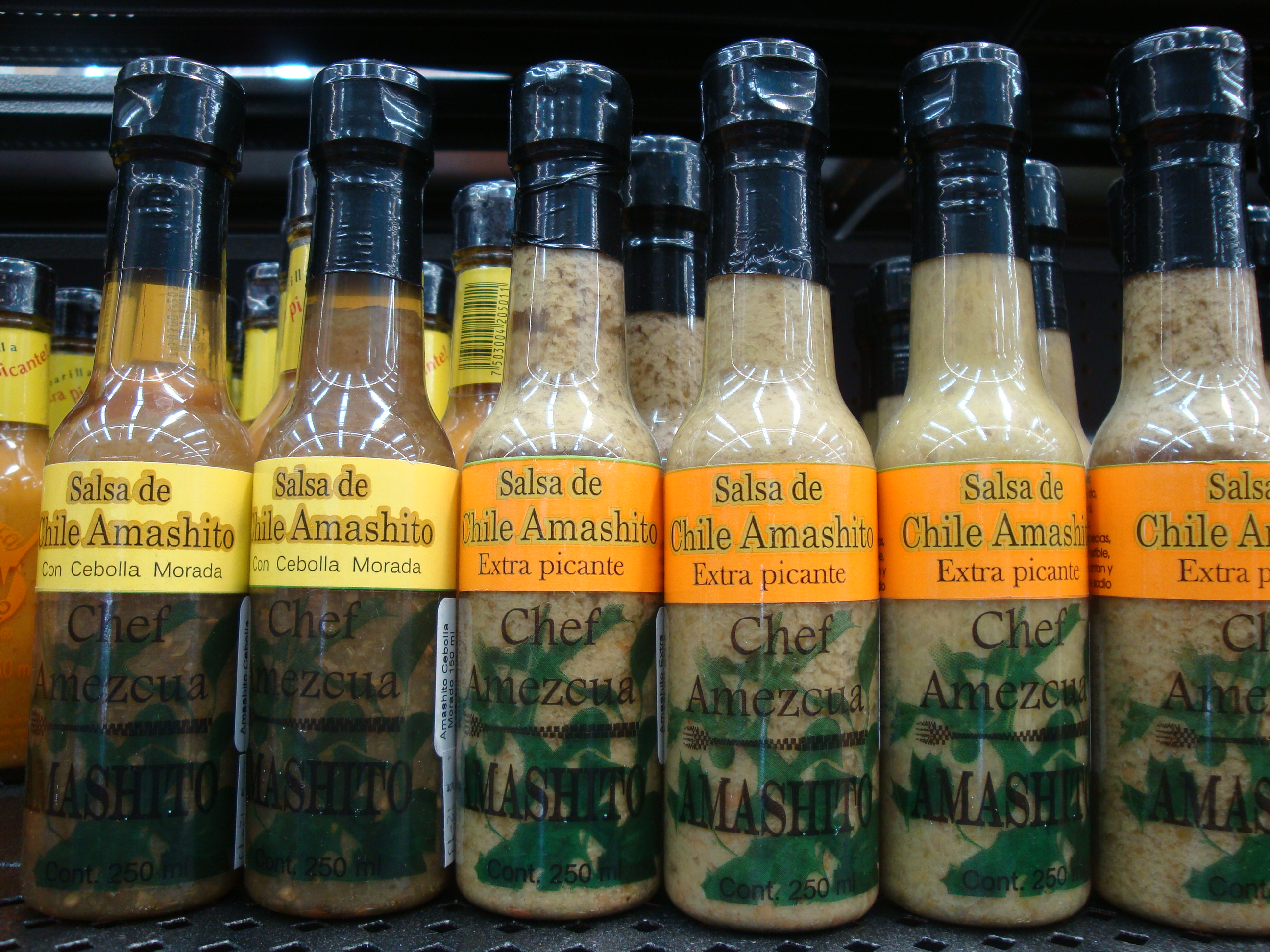
Salsas con chile piquín elaboradas en el estado de Tabasco.

Capsicum annuum var. glabriusculum, más conocido como chile piquín o chile amashito, es un cultivar de Capsicum annuum L. Es un chile muy picante, originario del estado mexicano de Tabasco, donde es muy utilizado para elaborar salsa o como complemento de muchos otros platillos. También es llamado chile pequín, chile petín, chiltepe (en Guatemala y El Salvador), chiltuto (en Honduras), chile congo (en Nicaragua y el norte de Costa Rica), chile de monte (o chile del monte), chile mosquito, mashito (por los indígenas chontales de Tabasco), amash, timpinchile (en Chiapas), chilpaya (en Veracruz), max iik (en Yucatán) chiltepín (en Sonora, aunque erróneamente asociado al otro tipo de chile chiltepín que es más picante) y chile kipín (en la Huasteca Potosina).

## Clasificación y descripción
Conocidas comúnmente como chiles «chiltepines», son plantas perennes, herbáceas o tipo arbusto, pequeños, de 0.5 a 2 m de altura, con un solo tallo y muchas ramas ascendente y extendidas; tallos verdes, castillados, pubescentes con pelos incurvados de 0.4 mm de largo o casi lisos. Hojas solitarias o en pares, lanceoladas a ovadas, de 2 a 8 cm de largo, 1-3 cm de ancho, esparcidamente pubescentes en ambas superficies o lisas, el ápice acuminado, la base cuneada y abruptamente acuminada en el pecíolo; pecíolos de 5-20 mm de largo. Inflorescencias axilares, de una sola flor; flores blancas, solitarias, raramente de dos a tres pares; pedicelo erecto, curvado en el ápice y colgante en floración, rígido-erecto en el fruto, de 1-2 cm de largo, 0.5 mm de diámetro, dilatado en el ápice, esparcidamente pubescente; cáliz de 1 mm de largo en antesis, hasta de 2 mm de largo en el fruto, truncado y escasamente lobado con apéndices diminutos justo abajo del margen, éstos continuos con las costillas; corola blanca, campanulada, de 9 mm de ancho, los lóbulos ovado-triangulares, de 3 mm de largo; filamentos de 1-1.5 mm de largo, glabros; anteras verde-azulosas, de 1 mm de largo, 0.5 mm de ancho; estilo de 2.5 mm de largo.

### Fruto
Es una baya, de 8-10 mm de largo, 5-8 mm de ancho, de gran variabilidad de formas, que pueden ser redondos, ovalados, cónicos y alargados, pero todos son pequeños, de diferentes tonos de verde en estado inmaduro, pero de color rojo intenso y brillante al madurar, crecen en posición vertical y son de pedúnculo alargado, no presenta antocianinas, las que provocan un color obscuro del fruto que demerita su calidad visual; semillas pardo amarillentas, comprimidas, de 2.5 mm de largo.

### Recolección
La planta es muy rentable, ya que produce una gran cantidad de frutos la mayor parte del año. Generalmente se recolecta en estado silvestre cuando aún presenta una maduración incompleta, en caso de ser usado para la venta, o se recolecta en estado maduro para el autoconsumo. Es común que en la zona rural forme parte del huerto familiar, junto con otras plantas de uso común en varios estados.

### Picor
Estos chiles son muy picantes, por lo general de 7 a 8 veces más que el chile jalapeño en la escala Scoville (30 000-60 000 unidades). El sabor es descrito como cítrico, ahumado y almendrado.

## Distribución
Se encuentra desde el Sur de los Estados Unidos, prácticamente todo México, Centroamérica, las Antillas y la parte norte de Sudamérica.
Contra lo que pudiera pensarse por su amplia difusión y utilización, no es México donde se le produce en mayor cantidad; de hecho México es el sexto productor a nivel mundial, detrás de países como China, España, Turquía, Nigeria y la India.

## Ambiente
Se localiza desde el nivel del mar hasta los 1300 m. Los tipos de vegetación donde se le puede localizar son: selva alta perennifolia y subperennifolia, selva baja caducifolia, bosque caducifolio y de manera general en vegetación secundaria derivada de éstos.
Las poblaciones de chile silvestre se distribuyen ampliamente por todo el territorio mexicano. Es posible encontrarlas en sitios no perturbados de la selva baja caducifolia, así como a orillas de los caminos, en huertos, potreros y bajo la vegetación remanente a orillas de los campos de cultivo. La temperatura diaria para su crecimiento y desarrollo es de 18-30 °C, con un rango nocturno de 15 a 21 °C, el rango mínimo para su germinación y crecimiento de la plántula es de 15 °C. Las condiciones necesarias para su desarrollo son bajo sombra o semisombra, una baja luminosidad, suelo poco profundo. Su altura, ramificación y sistema radical se incrementa si la luminosidad es baja.

## Estado de conservación
Las poblaciones de C. annuum silvestre del noroeste de México mantienen elevada variación en las características morfológicas medidas dentro y entre de ellas indicando que esta especie es un recurso genético valioso que debe ser estudiado para mejorar su uso y conservación. Las características, de tamaño, peso y número de semillas por fruto se correlacionaron significativamente con la precipitación y la temperatura media anual de los sitios de origen de las poblaciones, indicando que estas características del fruto dependen de dichas condiciones ambientales durante el crecimiento de las plantas de C. annuum en su ambiente natural. Es posible que C. annuum silvestre del noroeste de México sea afectado por el cambio climático global en el planeta producto de las actividades humanas.
Por otra parte, Medina afirma que el chile piquín es un recurso que actualmente se encuentra bajo fuerte presión antropogénica debido a su extracción, pues al parecer las formas de corte no han sido las más adecuadas. Además, existe presión en cuanto a la eliminación a matarrasa de grandes extensiones de matorral para dar paso a otras actividades como la agrícola y pecuaria.

## Usos culinarios
Debido a su versatilidad, el chile amashito es muy utilizado en la cocina tabasqueña para elaborar salsas y acompañar sopas y muchos otros platillos típicos del estado.
Dentro de estos platillos, destacan el tradicional pejelagarto asado, la mojarra frita, los cocteles de camarón, el caldo de robalo, las tortillas al mojo de ajo, los panuchos, las tostadas y las empanadas; también se come simplemente con tortilla y sal, y en el medio rural es muy usado para acompañar la bebida típica tabasqueña: el pozol.
Comúnmente, se usa en salsas, sopas y vinagres. La popular marca de salsa picante Cholula emplea esta variedad y chile de árbol entre sus ingredientes.
En Nicaragua se suele utilizar como el chile por excelencia. Se coloca entero en platillos como el nacatamal o en curtidos para aderezar las comidas como el quesillo o el vigorón.
En la península de Yucatán, es usado en la preparación de salsas que complementan diversos platillos gastronómicos.